# Glaramara
Der Glaramara ist ein Berg im Lake District, Cumbria, England. Der Glaramara ist einer der 214 von Alfred Wainwright beschriebenen Berge des Lake District. Der Glaramara ist 783 m hoch, weist aber nur eine Schartenhöhe von 121 m auf.
Der Glaramara liegt auf einem Gebirgskamm, der sich nach Norden über das Rosthwaite Fell zum Borrowdale Tal erstreckt und der sich nach Süden entlang einer Gruppe kleiner als Lincomb Tarns bezeichneter See sowie den High House Tarn zum Allen Crags und dann zum Esk Hause Pass erstreckt. Östlich des Glarmara durch das Tal des Langstrath Beck getrennt befindet sich der High Raise. Westlich des Glaramara befindet sich das Seathwaite Fell.
An der Nordseite des Glaramara befindet sich das Hängetal des Combe Gill.
Vom am Ende der Straße gelegene Weiler Seathwaite im Borrowdale ist ein direkter Aufstieg auf den Gipfel möglich.